# ولادیمیر اسموتنی
ولادیمیر اسموتنی (چکی: Vladimír Smutný؛ زادهٔ ۱۳ ژوئیهٔ ۱۹۴۲ – درگذشتهٔ ۷ ژوئن ۲۰۲۵) فیلم‌بردار اهل جمهوری چک بود.
از فیلم‌ها یا مجموعه‌های تلویزیونی که وی در آن‌ها نقش داشته‌است، می‌توان به سه برادر، کلیا و رؤیاهای ممنوعه اشاره نمود.